# Marylands generalförsamling
Marylands generalförsamling (engelska: Maryland General Assembly) är den lagstiftande församlingen i den amerikanska delstaten Maryland.

## Senaten
Marylands senat (engelska: Maryland Senate) består av 47 senatorer valda i majoritetsval för 47 distrikt. Mandatperioden för senaten är fyra år.

## Delegathuset
Marylands delegathus (engelska: Maryland House of Delegates) består av 141 ledamöter från 47 distrikt.Mandatperioden för senaten är fyra år. I distrikt med en ledamot sker majoritetsval och i distrikt med flera mandat sker majoritetsval per vinnande partiblock.
Liksom för senaten är mandatperioden för delegathuset 4 år.

## Bildgalleri

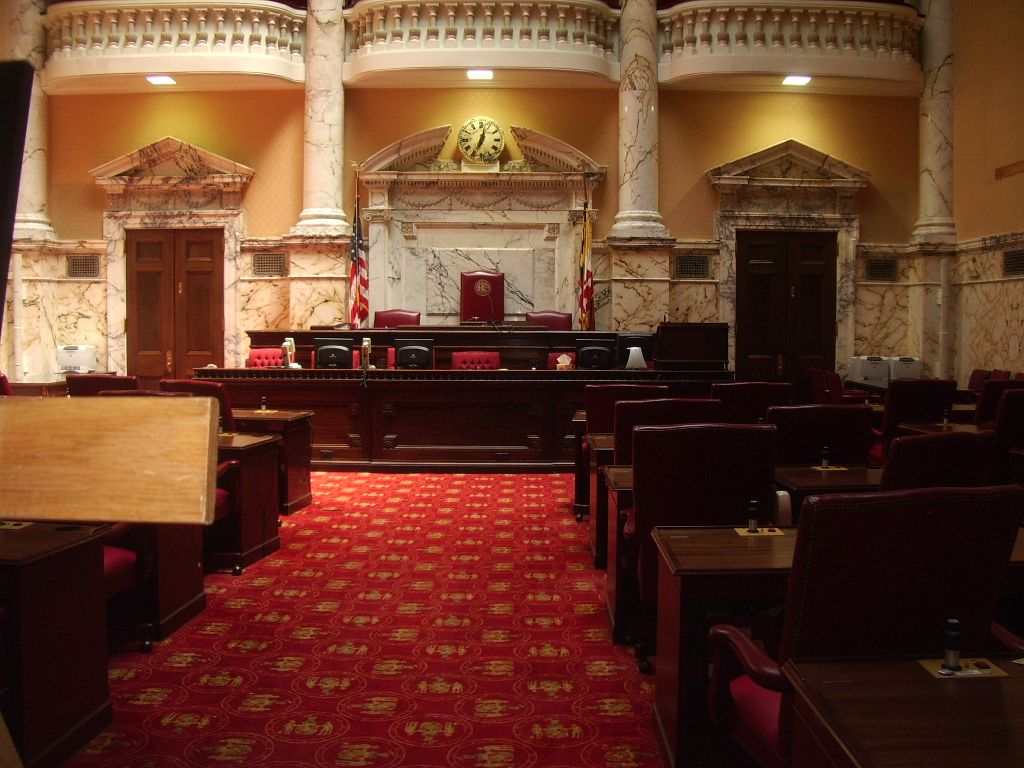
Senatens kammare
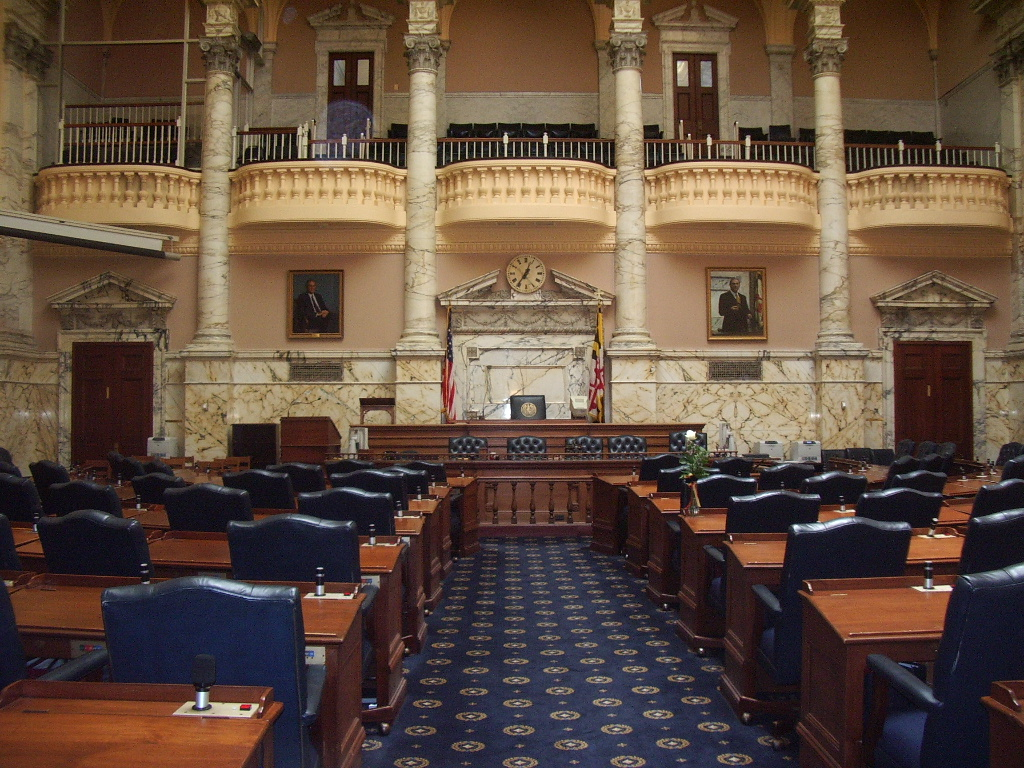
Delegathusets kammare